# Actinocladum verticillatum
Genre
Espèce
Actinocladum verticillatum est une espèce de plantes monocotylédones de la famille des Poaceae,  sous-famille des Bambusoideae, originaire d'Amérique du Sud. C'est l'unique espèce du genre Actinocladum (genre monotypique). Ce sont des bambous vivaces, aux rhizomes courts, pachymorphes, aux tiges dressées pouvant atteindre 5 mètres de haut.
L'espèce est présente en Bolivie et au Brésil (dans la cerrado).

## Synonymes
Selon Catalogue of Life (22 octobre 2017) :
- Arundinaria verticillata Nees
- Ludolfia verticillata (Nees) A.Dietr.
- Rhipidocladum verticillatum (Nees) McClure